# Petržilkovský ostrov

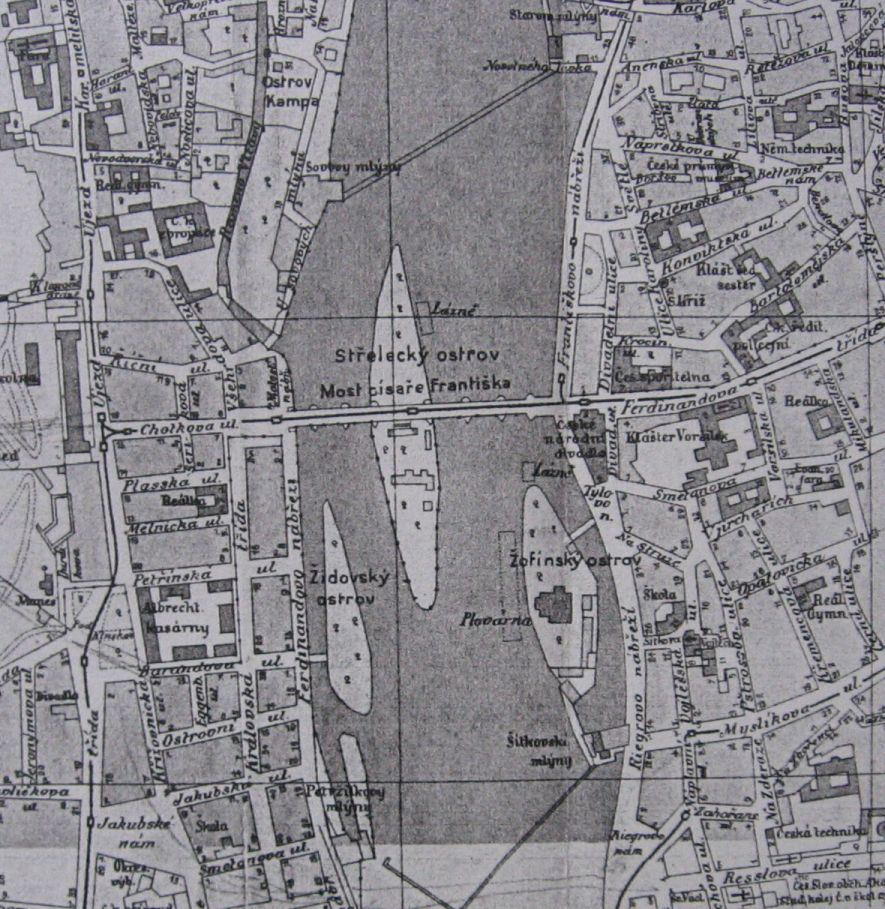
Vltava u Střeleckého ostrova kolem 1910

Petržilkovský ostrov je nejmenší pražský vltavský ostrov (o rozměrech 60 × 10 m). Leží nad Dětským ostrovem na katastru Smíchova. Není veřejně přístupný.

## Historie
V husitských válkách se Staroměstští zmocnili i části Kampy a malostranských břehů Vltavy, proto malostranským nezbývalo než vybudovat svou vodárenskou věž mimo obvod města. Využili toho, že v r. 1483 povolili Novoměstští malostranskému měšťanu, pekaři Janu Petržilkovi, postavit nový mlýn. (Bylo to na spáleništi mlýna kartouzského kláštera, zničeného v husitských bouřích.) V r. 1502 malostranská obec vybudovala při mlýně vodárnu a dřevěnou vodárenskou věž, později byla věž přebudována z cihel a kamene. V letech 1547–1561 zabavil ostrov král Ferdinand I. Habsburský. V roce 1859 ostrov odkoupila pražská obec.
Při výstavbě plavební komory Smíchov v letech 1911–1922 byla část Petržilkovského ostrova přičleněna k Židovskému (dnes Dětský) a zbytek byl značně zmenšen. Na některých mapách není uváděn jeho název.

## Další názvy
- Jezuitský (Tovaryšstvo Ježíšovo, používáno od 18. století)